# Barraques de vinya (Altafulla)
Les barraques de vinya d'Altafulla (Tarragonès) són edificacions protegides com a Bé Cultural d'Interès Local.

## Descripció
També anomenades barraques de camp o de pastor, són d'ús agrícola, i per a fer-les no s'empra ni calç ni ciment. L'equilibri de la construcció ve donat per la correcta col·locació de les pedres i així, a alguns llocs s'aconsegueixen realitzacions d'una bellesa singular. Eren emprades com a refugi temporal del pagès durant pluges imprevistes, habitatge ocasional per quan s'esdevenia el temps d'un treball continuat al camp com la sega o la verema. Val a dir que aquesta finalitat només la podien aconseguir les que tenien grans dimensions.
Aquest tipus de construccions es troben per tota la conca mediterrània i els seus orígens històrics es remunten a l'època talaiòtica, si prenem com a punt de referència les construccions de les Illes Balears.
Es troben en zones aïllades del nucli urbà i són fàcilment vinculables amb el cultiu de la vinya.
La pedra és el material fonamental i s'exclou tota mena d'aglomerat que doni unitat a les pedres entre elles.
Les barraques a despit de la seva planta es cobreixen amb un volta cònica. Els foradets petits es tapen amb argila o bé amb pedretes petites. Damunt la volta es posa una gran pedra aplanada. La forma de les barraques d'Altafulla és generalment quadrada, però hi tenim, entre elles, la barraca rodona més gran del terme.